# Michał Spisak
Michał Spisak (* 14. September 1914 in Dąbrowa Górnicza; † 29. Januar 1965 in Paris) war ein polnischer Komponist.
Spisak studierte am Konservatorium von Kattowitz und ab 1935 in Warschau bei Kazimierz Sikorski. 1937 ging er nach Paris, wo er Schüler von Nadia Boulanger war und bis zu seinem Tode als freischaffender Komponist lebte. 
Er komponierte eine Oper, zwei konzertante Sinfonien, ein Divertissement, ein Klavier- und ein Fagottkonzert, ein Concertino und eine Suite für Streicher, kammermusikalische Werke, eine Kantate und Werke für Chor und Orchester.

## Werke
Chronologische Liste mit polnischen Bezeichnungen:
- Suita na orkiestrę (1934)
- Preludium kwintowe na fortepian (1934-36)
- Trzy pieśni kurpiowskie na głos i kwartet smyczkowy (1935)
- Miałam ja gołąbka na chór mieszany (1936)
- Dwa kaprysy na skrzypce i fortepian (1937)
- Concertino na instrumenty dęte, harfę i czelestę (1937)
- Dwa psalmy na chór mieszany i orkiestrę (1938)
- Kwartet na obój, 2 klarnety i fagot (1938)
- Serenada na orkiestrę (1939)
- Concertino na klarnet i orkiestrę (1940-41)
- Concertino na orkiestrę smyczkową (1942)
- Koncert na dwa fortepiany (1942)
- Toccata na orkiestrę (1942-43)
- Aubade na małą orkiestrę (1943)
- Humoreska na fortepian (1943)
- Suita na fortepian (lub klawesyn) (1943)
- Allegro de Voiron [wersja I] na orkiestrę (1943)
- Koncert na fagot i orkiestrę (1944)
- Suita na orkiestrę smyczkową (1945)
- Sonata na skrzypce i fortepian (1946)
- Koncert na fortepian i orkiestrę (1946-47)
- Sonatina na obój, klarnet i fagot (1946)
- Hymn na chór mieszany i orkiestrę (1947)
- Symphonie concertante nr 1 na orkiestrę (1947)
- Kwintet na flet, obój, klarnet, fagot i róg (1948)
- Divertimento na 2 fortepiany i orkiestrę (1948-50)
- Etiudy na orkiestrę smyczkową (1948)
- Etiudy na zespoły skrzypcowe (zeszyt I – 1948-50)
- Duetto concertante na altówkę i fagot (1949)
- Trzy miniatury na małą orkiestrę (1949)
- Divertissement en quatre movements na orkiestrę (1950)
- Sonata na skrzypce i orkiestrę (1950)
- Concertino na puzon i małą orkiestrę (1951)
- Melos, balet (1951)
- Musique legere nr 2, suita na 2 skrzypiec, wiolonczelę, kontrabas i fortepian (1951)
- Etiudy na zespoły skrzypcowe (zeszyt II – 1951)
- Kwartet smyczkowy nr 1 (1953)
- Trzy preludia na sopran i flet (1953)
- Msza na Boże Narodzenie na chór mieszany a cappella (1953)
- Andante i Allegro na skrzypce i orkiestrę smyczkową (1954)
- Hymne Olympique na chór mieszany i orkiestrę (1955)
- Symphonie concertante Nr 2 na orkiestrę (1956)
- Concerto giocoso per orchestra da camera (1957)
- Allegro de Voiron [wersja II] na orkiestrę (1957)
- Suita [wersja I] na 2 skrzypiec (1958)
- Suita [wersja II] na 2 altówki (1959)
- Improvisazione na skrzypce i fortepian (1962)
- Pędrek wyrzutek, kantata na sopran chłopięcy, bas, recytatora, chór chłopięcy i mieszany (1962)